# بيرك شيلي
بيرك شيلي (بالإنجليزية: Burke Shelley)‏ هو كاتب أغاني وموسيقي بريطاني، ولد في 10 أبريل 1950 في ويلز في المملكة المتحدة.

## وصلات خارجية
- الموقع الرسمي
- بيرك شيلي على موقع ميوزك برينز (الإنجليزية)
- بيرك شيلي على موقع أول ميوزيك (الإنجليزية)
- بيرك شيلي على موقع ديسكوغز (الإنجليزية)